# Teresa Mycko-Golec
Teresa Mycko-Golec (ur. 1945) (zm. 27-01-2025) – polska architekt i urbanistka.

## Życiorys
W 1975 ukończyła studia na Wydziale Architektury Politechniki Warszawskiej. Zatrudniła się w poznańskim Miastoprojekcie, gdzie wspólnie z Jerzym Schmidtem i zespołem zaprojektowała plany górnego tarasu Rataj (jej autorstwa były tereny zielone, centrum handlowo-usługowe, szkoła w projekcie powtarzalnym oraz szkoły podstawowe na os. Rusa i Tysiąclecia). Oprócz tego była autorką projektu domu plombowego na ul. Czajczej (Wilda) i osiedla mieszkaniowego w Koziegłowach. Wyspecjalizowała się w projektowaniu szkół. Po 1989 prowadzi własne studio architektoniczne Arkada.